# Хмарук Анастасія Савівна
Анастасія Савівна Хмарук (?, Вінницька область — ?) — українська радянська діячка, вчителька, директор неповної середньої школи села Стратіївки Ольгопільського району, 1-й секретар Ольгопільського районного комітету КПУ Вінницької області. Депутат Верховної Ради СРСР 2—4-го скликань.

## Життєпис
Закінчила школу в селі Стратіївці на Вінниччині.
Член ВКП(б).
До 1941 року працювала вчителькою неповної середньої школи села Стратіївки Ольгопільського району Вінницької області.
Під час німецько-радянської війни перебувала в евакуації в східних районах РРФСР.
У 1944 — після 1950 року — вчителька, директор неповної середньої (семирічної) школи села Стратіївки Ольгопільського району Вінницької області.
До квітня 1953 року — секретар Ольгопільського районного комітету КПУ Вінницької області.
З квітня (затв.) 1953 року — 1-й секретар Ольгопільського районного комітету КПУ Вінницької області.
Потім — на пенсії у Вінницькій області.

## Нагороди
- ордени
- медалі
- заслужений вчитель школи Української РСР (2.02.1951)